# Michael O’Hanrahan

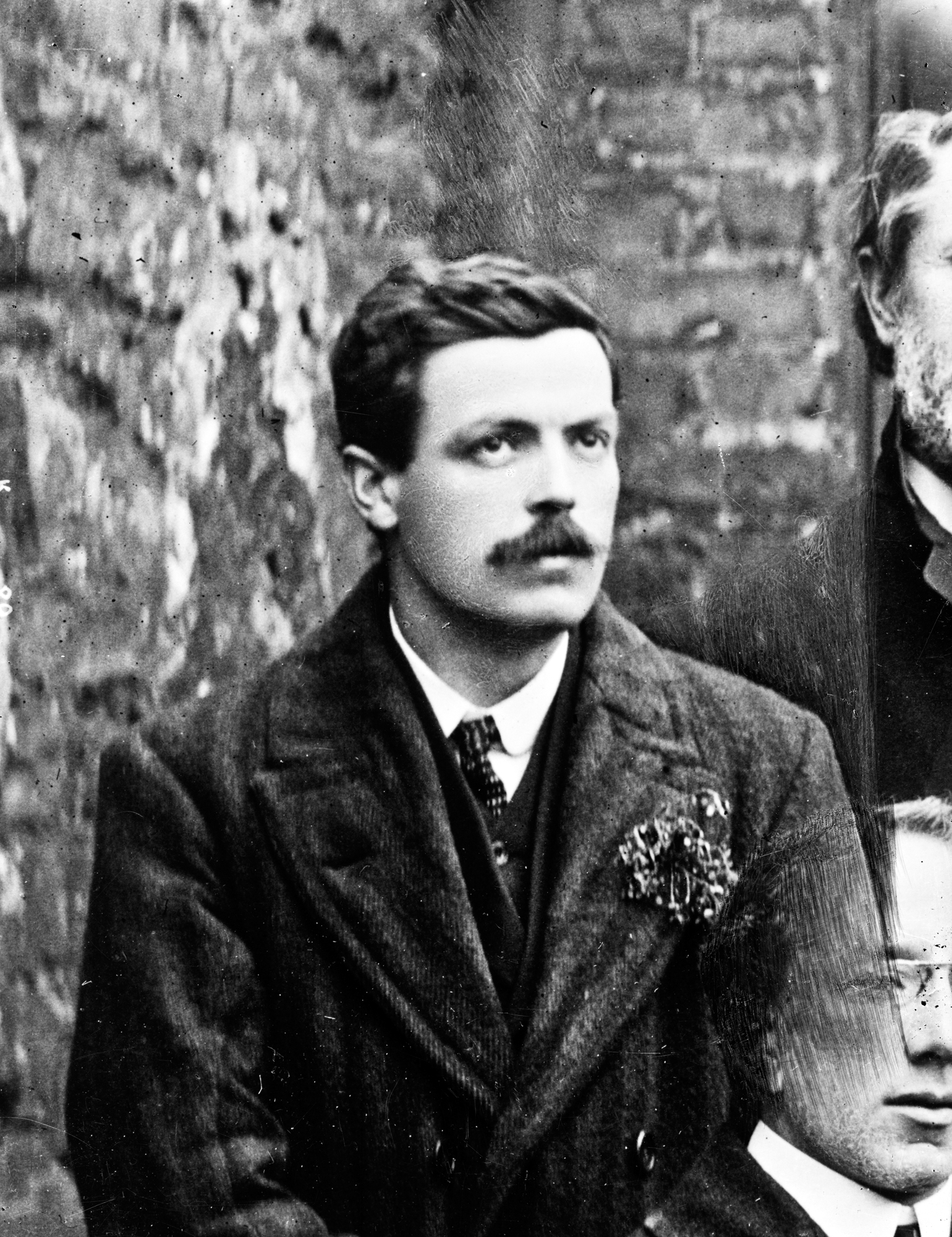

Michael O’Hanrahan (irisch Mícheál Ó hAnnracháin; 17. März 1877 in New Ross, County Wexford – 4. Mai 1916 in Dublin) war ein irischer Revolutionär der 1916 wegen seiner aktiven Rolle im Osteraufstand hingerichtet wurde.

## Leben
Michael O’Hanrahan wurde als Sohn von Richard O’Hanrahan, einem Korkschneider, und Mary Williams geboren. Sein Vater war wahrscheinlich 1867 am Aufstand der Fenian Brotherhood beteiligt.
Die Familie zog nach Carlow, wo Michael die Carlow Christian Brothers’ School und anschließend die Carlow College Academy besuchte. Nach dem Schulabschluss arbeitete er in verschiedenen Berufen, unter anderem mit seinem Vater als Korkschneider. 1898 trat er der Gälischen Liga bei und gründete 1899 die erste Niederlassung in Carlow der Liga und wurde deren Sekretär. 1903 lebte er in Dublin, wo er als Korrektor für die Gaelic-League-Druckerei An Cló Cumann arbeitete. Er veröffentlichte als „Art“ und „Irish Reader“ in mehreren nationalistischen Zeitungen, darunter das Wochenblatt Sinn Féin und Irish Volunteer. Er schrieb zwei Romane A Swordsman of the Brigade (1914) und When the Norman Came (1918 posthum veröffentlicht).

## Politisches
1903 setzte er sich für Maud Gonnes und Arthur Griffiths Kampagne gegen den Besuch von König Eduard VII. in Irland ein. Die Begegnung mit Griffith führte O’Hanrahan dazu, sich der neu gegründeten Sinn Féin anzuschließen. Er wurde auch Mitglied der Irish Republican Brotherhood. Im November 1913 schloss er sich den Irish Volunteers an. O’Hanrahan wurde später als Administrator im Hauptquartier der Freiwilligen angestellt. Er wurde zum Generalquartiermeister des 2. Bataillons ernannt. Er und der Kommandant des 2. Bataillons Thomas MacDonagh wurden enge Freunde.

## Osteraufstand
1916 war er Vizekommandant des 2. Bataillons in Dublin. Er kämpfte in der Jacob’s Biscuit Factory, die britische Armee hielt sich weitgehend von der uneinnehmbaren Fabrik fern, so dass das Bataillon eine recht ruhige Osterwoche erlebte, außer dem intensiven Feuer von Scharfschützen. Die Straße bei der Portobello-Kaserne auf der einen Seite und das Dublin Castle auf der anderen Seite wurden jedoch von den Briten gehalten. Als die Situation verzweifelt wurde, teilte O’Hanrahan seinem Kommandanten MacDonagh mit, dass sie „die Zerstörung der Fabrik durch Brandsätze und auch des umliegenden dicht besiedelten Gebiets vorschlagen“. MacDonagh befahl einen Ausbruch während der herrschenden Verwirrung. O’Hanrahan führte „mit einigen Schwierigkeiten“ die Garnison aus der Fabrik durch das Tor an der New Bride Street.
O’Hanrahan wurde am 4. Mai 1916 im Kilmainham-Gefängnis durch Erschießung hingerichtet. Sein Bruder Henry O’Hanrahan wurde wegen seiner Rolle im Osteraufstand zu lebenslanger Haftstrafe verurteilt.

### Ehrungen
Der Bahnhof Wexford wurde in Wexford O’Hanrahan railway station zum Gedenken an O’Hanrahan umbenannt, ebenso die Straßenbrücke über den Fluss Barrow in New Ross.

## Werke
- A Swordsman of the Brigade (1914)
- When the Norman Came (postum 1918).